# Po Krei Brei
Po Krei Brei (? - ?) là một lãnh tụ tự xưng của tiểu quốc Panduranga từ 1783 đến 1786 và chính thức chỉ trong năm 1790.

## Tiểu sử
Cei Krei Brei vốn là anh em cùng vai vế với Po Tisuntiraidapuran, nhưng trong khi Po Tisuntiraidapuran hết lòng ủng hộ nhà Tây Sơn và được hoàng đế Thái Đức giúp đăng cơ vào năm 1780, thì Cei Krei Brei ra mặt chống Tây Sơn và phát động đảo chánh rồi tự tuyên bố làm quốc vương Panduranga vào năm 1783. Tuy nhiên, Cei Krei Brei hoàn toàn không nắm được thực quyền và sớm bị Po Tisuntiraidapuran dồn vào thế nguy hiểm đến tánh mệnh. Năm 1786 được các sử gia tạm chấp nhận như thời điểm kết thúc vai trò "vua không ngai" của Cei Krei Brei, khi ông đem thân quyến và thuộc binh chạy vào xứ Đồng Nai Thượng (bấy giờ thuộc tầm ảnh hưởng của chúa Nguyễn) lánh nạn.
Ở đất mới, Cei Krei Brei bắt đầu bành trướng các mối quan hệ nhằm tìm kiếm thế lực cho mình. Ông giao kết với chúa Nguyễn Ánh và mong muốn ở mối quan hệ này sự chiếm lĩnh ngôi vua trong tương lai. Năm 1790, chúa Nguyễn Ánh được đà hoàng đế Thái Đức lâm thế yếu trong cuộc nội chiến với người em trai Quang Trung, vội vàng xua quân tiến chiếm Panduranga, phế truất Po Tisuntiraidapuran và phong Cei Krei Brei làm Thuận Thành trấn Thống nhung chưởng cơ với vương hiệu Po Krei Brei (Nam sử gọi là Môn-lai-phu-tử / 門來夫子, hoặc Nguyễn Văn Chiêu / 阮文昭). Nhưng chỉ ít lâu sau, chúa Nguyễn lại bãi chức vì nghi ông có những giao kèo ám muội với Quang Trung. Do vậy, chúa Nguyễn Ánh trả lại tước vị cho Po Tisuntiraidapuran và thu nhặt quan binh triệt thoái về giữ đất Gia Định.
Vào năm 1793, nhân khi Thái Đức vừa băng hà, chúa Nguyễn cùng sự giúp sức của hai lãnh tụ quân phiệt Po Ladhuanpuguh và Po Saong Nyung Ceng tiến công mãnh liệt triều đình Panduranga. Po Tisuntiraidapuran thua thiệt nên bị bắt về Gia Định thành, rồi bị chúa Nguyễn xử giảo. Nhà chúa bèn phong cho Po Ladhuanpuguh làm kế vương và Po Saong Nyung Ceng được chức phó vương, mặc dù cả hai không có huyết thống vương tộc. Vạn bất đắc dĩ, Po Krei Brei đành từ bỏ chúa Nguyễn và đưa những kẻ thân thuộc sang hẳn Tbong Khmum định cư. Đoàn tị nạn gốc vương tộc này đến an trí tại Roka Po Pram, nơi vốn tập trung rất nhiều lưu dân Chăm và Mã Lai Hồi giáo. Ban sơ Po Krei Brei cũng muốn dựa vào thế lực của triều đình Kampuchea để đòi lại vương vị, nhưng tình hình xứ sở này cũng rất hỗn loạn vì những cuộc giao tranh của Xiêm và Tây Sơn rồi Nguyễn, nên rốt cuộc ông phải chôn mọi tham vọng bá quyền. Hiện chưa rõ Po Krei Brei sinh thác năm nào, ông được cộng đồng Hồi giáo Tbong Khmum và Kampong Cham suy tôn là thủy tổ của mình.

## Dấu ấn
Hợp tuyển Archives royales du Champa có hai văn bản mang ký hiệu CAM-37 và CAM-38 đề cập đến Po Krei Brei như một lãnh tụ chánh đáng của tiểu quốc Panduranga. Đây là sử liệu cổ nhất xác nhận sự tồn tại của Po Krei Brei một cách rõ ràng, trong khi Đại Nam thực lục chỉ nhắc đến tên và chức vị.